# Alberto Puig Palau
Alberto Puig Palau  (Barcelona, 31 de enero de 1908 - ibidem, 22 de noviembre de 1986), conocido  como Tío Alberto, fue un empresario, mecenas, intelectual y promotor cultural catalán. Desde Mas Castell, su casa de Palamós, fomentó el turismo en la Costa Brava y contribuyó al éxito de distintos artistas, como Joan Manuel Serrat. En 1971, el cantante le dedicó la canción «Tío Alberto», del álbum «Mediterráneo».

## Biografía

### Los años 20
Alberto Puig era hijo de Eduard Puig Carcereny, un empresario que se había enriquecido con su fábrica sedera de Reus .   La familia residía en el bloque de pisos que Eduard había edificado en el número 405 de la Avenida Diagonal, obra de Enric Sagnier, donde cada hijo tenía su piso.  De joven, Albert Puig quería estudiar Medicina, pero, presionado por su padre, empezó las carreras de Ingeniería industrial, Derecho y Filosofía, sin terminar ninguna.
En 1927 su padre lo envió a la región sedera de Lyon y en 1928, a Estados Unidos . Amante de la velocidad, en Lyon Albert Puig sufrió dos accidentes de motocicleta que le causaron secuelas que arrastró durante años. En Estados Unidos se relacionó con la incipiente industria cinematográfica de Hollywood . Mantuvo una relación sentimental con Barbara Bennett  y, más tarde, con Dolores del Río (casada en aquellos momentos). La actriz llamaba cariñosamente a Alberto "El chico de la sonrisa del millón de dólares". En diciembre de 1928 la mexicana tuvo que irse a Berlín a protagonizar una película y Alberto la acompañó a Europa. Después de pasar unas semanas en París se fueron a Berlín, donde, Alberto Puig intervino como figurante en la película de Dolores. El padre de Alberto compró más tarde todas las copias para evitar la difusión de la película. 
Instalado de nuevo en el domicilio familiar, Albert Puig Palau ejerció de " playboy " frecuentando  el el Raval y los salones de la alta sociedad. El 4 de enero de 1931, su padre murió atropellado por un coche y los hermanos Puig Palau (Albert, Jordi, Eduard, Pilar e Isabel) heredaron la empresa textil paterna. Los hermanos crearon la razón social Sederías Puig Carcereny y continuaron con la empresa.   Dos meses después de la muerte de su padre Albert se casó con Margarita Gabarró Carles, prima del notario barcelonés Enric Gabarró Batlló. El matrimonio se instaló en el piso de la Diagonal propiedad de Albert, donde nacieron sus dos hijos, Margarita Tita Puig Gabarró (1932) y Alberto Tito Puig Gabarró (1940).  

### La posguerra

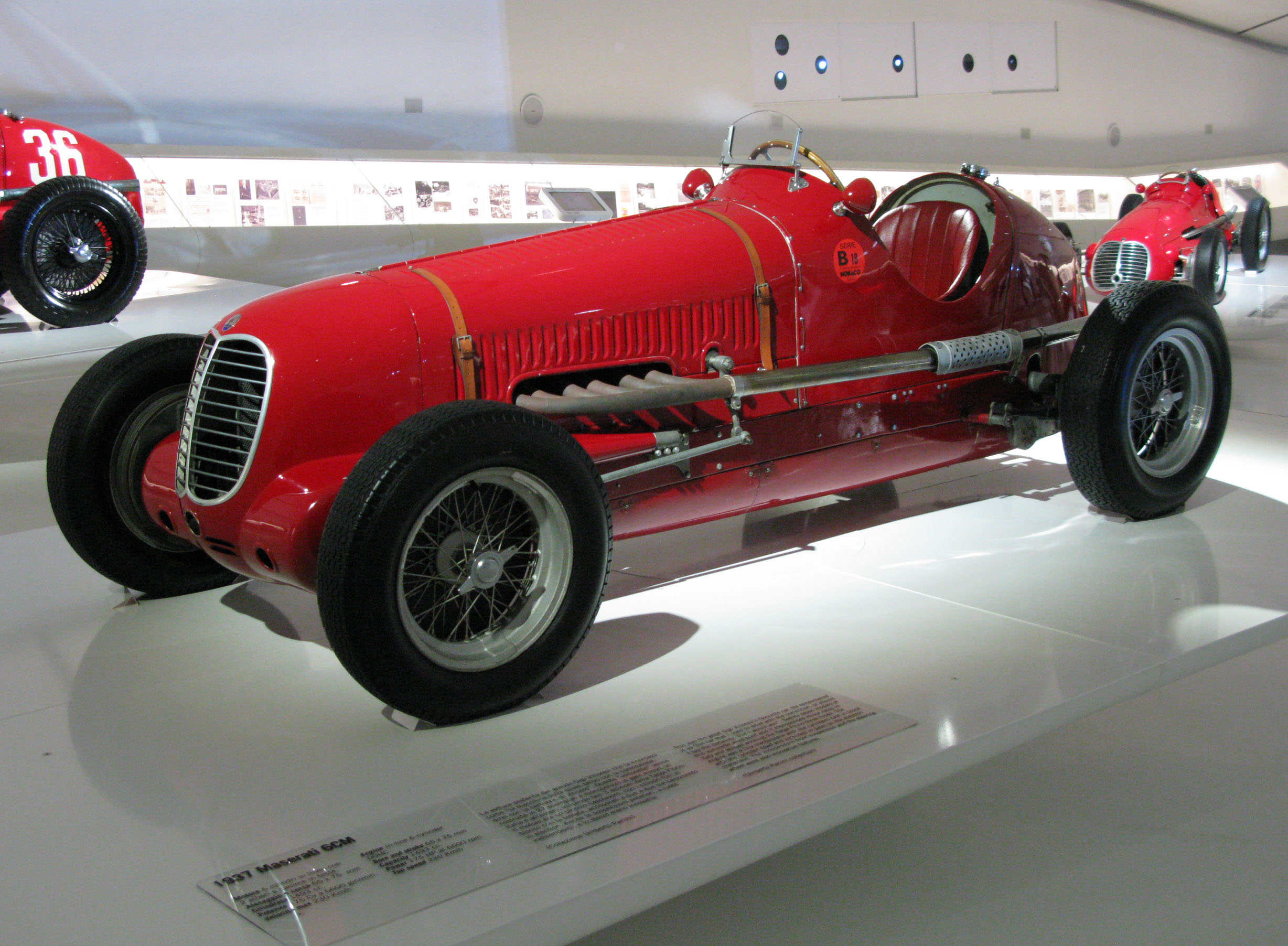
Un Maserati 6CM como el que pilotó en 1946 en Pedralbes

Al estallar la guerra civil española, pese a su ideología de izquierdas, Albert Puig se fue a Tetuán, donde entabló amistad con el general Beigbeder, quien le contrató como secretario. Puig sirvió al ejército sublevado de junio de 1937 a mayo de 1939.  Acabada la guerra volvió a Barcelona y, una vez allí, protegió y ayudó a numerosos perseguidos por el franquismo, a muchos de los cuales ayudó a atravesar la frontera con Francia. Durante la Segunda Guerra Mundial, colaboró con la Resistencia francesa contra los nazis, razón por la que le concedieron más tarde la Legión de Honor . 
En 1939, la sociedad familiar se amplió con una segunda fábrica en Vilassar de Dalt ( Maresme ), cerca de Can Rafart, la cual se mantuvo a pleno rendimiento hasta la década de 1970 .  La razón comercial se dividió entonces en tres empresas a efectos administrativos: Sederías Puig Carcereny SA fabricaba, Comercial Puig Carcereny vendía, e Inmobiliaria Reusense SA era la propietaria de los edificios de fábricas y oficinas. La sede barcelonesa se trasladó ese mismo 1939 a los bajos del número 9 de la Ronda de Sant Pere . A partir de 1948, estas dependencias pasaron a la calle Pau Claris número 160, un edificio del arquitecto Raimon Duran i Reynals  (actual sede de la Fiscalía Superior de Cataluña ). En estas oficinas desarrolló el resto de su vida laboral. 
Durante las décadas de 1940 y 1950, su pasión por los deportes de motor le llevó a competir en varios eventos automovilistas, incluida la Fórmula 1. El 27 de octubre de 1946, participó en el VIII Gran Premio de la Peña Rhin, celebrado en el circuito de Pedralbes, donde al volante de un Maserati 6CM 1.500 cc terminó tercero.  Puig Palau, que compartí el coche con Joan Jover como piloto auxiliar, dedicó unas palabras de agradecimiento al público desde el podio.   El 7 de marzo de 1948 participó, con un Ricart-España 1.500 cc, en la Matinal Pro-Hospitales que organizó la PMB en el circuito de Montjuïc .  Su pasión por el motor la heredaron su hijo, Alberto Puig Gabarró, un conocido piloto de motonáutica y automovilismo en su época,  y su nieto, Alberto Puig, uno de los principales competidores en el Mundial de motociclismo durante la década de 1990 .  

### La Costa Brava
En 1940, Alberto Puig y sus hermanos Jordi e Isabel le compraron al pintor Josep Maria Sert la finca Mas Juny, junto a la playa de Castell en Palamós.  En 1945, Alberto hizo edificar una torre que llamó "Mas Castell", obra de Duran y Reynals, conocido popularmente como casa Puig-Palau. Organizaba numerosas fiestas donde invitaba lo mejor del arte y la cultura del momento, especialmente de la flamenca, por la que tenía una especial devoción (llegó a montar un Tablao en Palamós y en promocionar futuras estrellas del flamenco, como La Chunga.   Amigo de los gitanos, a los que acogía en su finca de Palamós y en su piso de la Diagonal, fueron éstos quienes le pusieron el mote respetuoso de "Tío Alberto". 

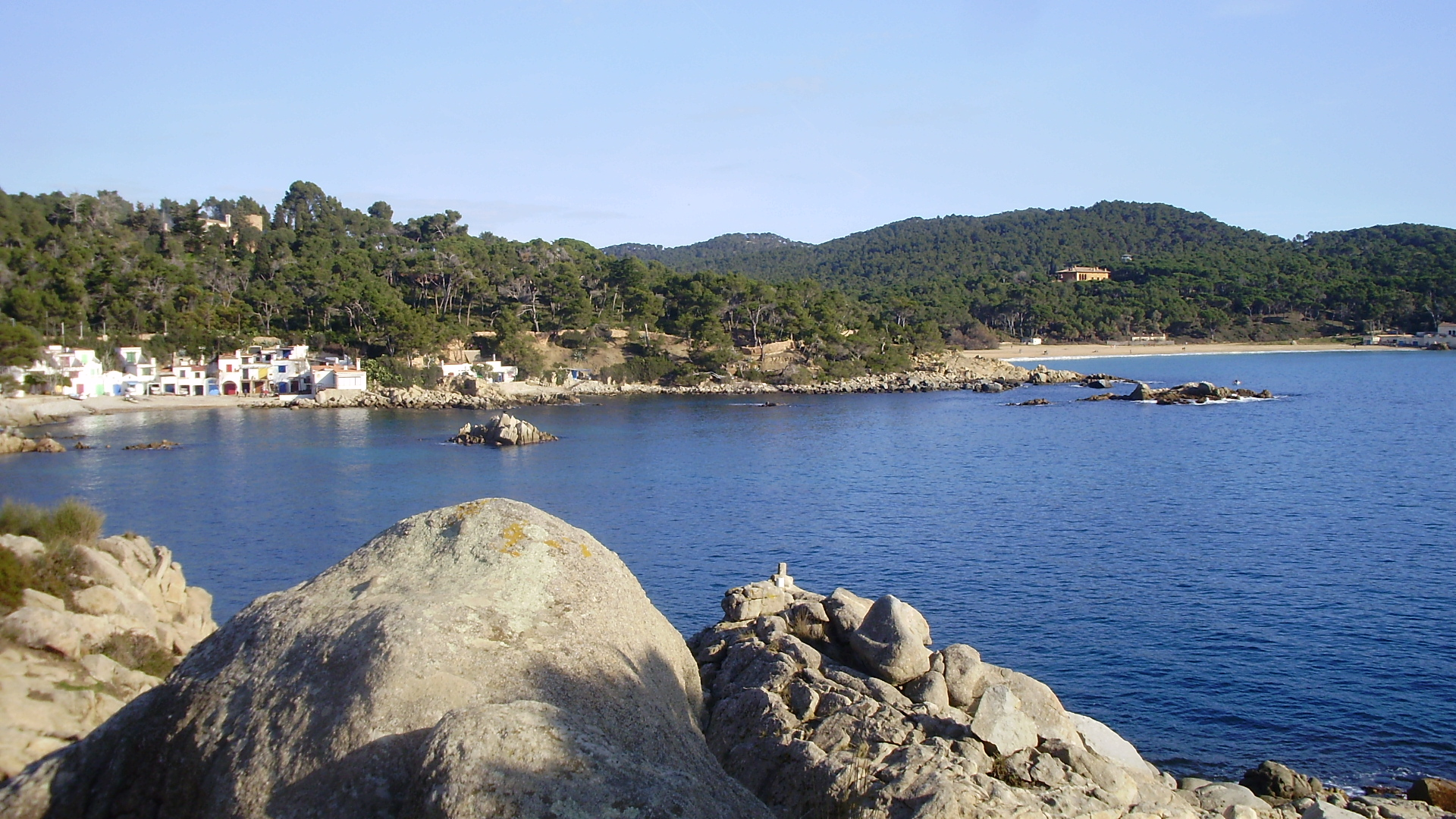
Playa de Castell desde el camino de ronda. Al fondo a la derecha, en lo alto de la colina, Mas Castell entre los árboles.

En plena posguerra española, por Mas Castell pasaban personalidades de todo tipo, desde Luis Miguel Dominguín, Manolete, Pastora Imperio, Carmen Amaya, Lola Flores o Manolo Caracol en Walt Disney, Georges Auric, Luis Escobar, Salvador y Gala Dalí, Josep Pla, Ava Gardner, Grace Kelly o Joan Manuel Serrat .   En Palamós  puso en marcha diversas iniciativas destinadas a la mejora de la zona. Patrocinó la primera excavación del poblado ibérico de Castell, actualmente un Bien Cultural de Interés Nacional, e hizo edificar la barraca que debía ser el taller de Dalí junto a la playa de Castell, que se ha convertido en un icono de la Costa Brava. 
Gracias a los contactos que mantenía con Hollywood, en 1950 se filmó en la Costa Brava, Pandora and the Flying Dutchman, con Ava Gardner y James Mason . Rodada en Tosa de Mar, con alguna escena en Mas Castell, la película dio a conocer en todo el mundo Tosa y la marca "Costa Brava".  También Michael Anderson rodó una película en la Costa Brava, en este caso en Tamariu: Chase a Crooked Shadow (1958), protagonizada por Anne Baxter y producida por Douglas Fairbanks.  Puig Palau patrocinó también varias películas de Gonzalo Suárez, otro amigo suyo. 
Fundó la editorial Barna y editó la publicación cultural Revista . Desde esa faceta editorial, descubrió y promocionó varios talentos, entre ellos el fotógrafo Jacques Léonard.

### Los años 60
Durante la década de 1960 la empresa de los Puig Palau entró en crisis.  La fábrica de Reus cerró sus puertas en 1961  y la de Vilassar de Dalt, pocos años más tarde. En 1968, para poder ofrecer una indemnización digna a sus trabajadores, Albert Puig vendió la mayor parte de su patrimonio, Mas Castell incluido, mientras que Mas Juny continuó en manos de su hermana, Isabel Puig Palau.  Albert se instaló en un pequeño apartamento en el mismo Palamós, cerca de Mas Castell. 
Fue uno de los promotores de la discoteca Bocaccio de Barcelona, una iniciativa de Oriol Regàs que vio la luz en 1967,  y formó parte de la  " gauche divine ". Junto a personajes como Jaime Gil de Biedma, Jorge Herralde, Beatriz de Moura, Carlos Barral, Joaquín Jordán, Ricardo Bofill, Óscar Tusquets, Oriol Bohigas o Jacinto Esteva. Fue uno más de este grupo de barceloneses que se definían de izquierdas y gozaban de un alto poder adquisitivo. 
Ya separado de Margarita Gabarró, el verano de 1963 Albert Puig se enamoró de Isabelle Clerc, una francesa casi cuarenta años más joven que conoció en el restaurante Madame Zozó de Montrás . Isabelle era hermana de la futura mujer de Michel Piccoli, Ludivine Clerc. Fueron pareja hasta la muerte de Puig Palau, en 1986, y tuvieron un hijo en común, Daniel. En el momento de la muerte de su cuñado, Michel Piccoli dijo de él: «Era un príncipe, no un dandi».  